# 宝力根街道
宝力根街道，是中华人民共和国内蒙古自治区锡林郭勒盟锡林浩特市下辖的一个乡镇级行政单位。

## 行政区划
宝力根街道下辖以下地区：
额尔敦社区、回民社区、拉布仁社区、宝力根社区、乌兰图嘎社区、兴盛社区、甘珠尔社区和伊利勒特社区。

## 名胜
- 贝子庙：蒙古语名“班智达葛根庙”，汉名“崇善寺”。是内蒙古四大庙宇之一，位于锡林浩特市北部的“额尔敦陶力盖”敖包南坡下。始建于清乾隆八年（1743年）。